# 墨西哥石油公司總部大樓
墨西哥石油公司總部大樓是一座在墨西哥的摩天大樓，墨西哥石油公司的總部。該建築原本是一對26層的塔樓，但後來轉變成一個單棟52層的多用途大樓。大樓落成時曾成為世界最高的前100名，又是墨西哥內最高的摩天大樓。直到2003年8月，才被55層高的市長大樓超過。目前，墨西哥石油公司總部大樓是墨西哥市第五高樓，在墨西哥城的第二最高的建築。2013年1月31日，墨西哥石油公司總部大樓發生嚴重爆炸意外，造成至少30人死亡。